# Agrilus paimpolaiseae
Agrilus paimpolaiseae es una especie de insecto del género Agrilus, familia Buprestidae, orden Coleoptera.
Fue descrita científicamente por Baudon, 1968.